# Ugarit
Ugarit (tiếng Ugarit: 𐎜𐎂𐎗𐎚 ʼUgart; tiếng Ả Rập: أُوغَارِيت Ūġārīt hoặc أُوجَارِيت Ūǧārīt) là một đô thị cảng cổ đại nay thuộc ngoại ô Latakia, miền bắc Syria. Di chỉ Ugarit tình cờ được phát hiện vào năm 1928 cùng với các văn bản Ugarit. Tàn tích của thành phố thường được gọi là Ras Shamra theo tên gọi của mũi đất nơi mà thành phố từng tồn tại.
Ugarit có mối liên hệ chặt chẽ với Đế chế Hitti, có những giai đoạn triều cống cho Ai Cập, duy trì quan hệ thương mại và ngoại giao với Síp (khi đó gọi là Alashiya); tất cả đều được chứng minh qua các sử liệu phục hồi được từ di chỉ khảo cổ và thông qua các mẫu vật gốm Mycenaea và Cypriot ở đó. Ugarit phát triển tột đỉnh vào khoảng năm 1450 trước Công nguyên cho đến khi nó bị phá hủy vào khoảng năm 1200 TCN, có lẽ là do những hải nhân bí ẩn gây ra. Vương quốc này cũng chịu chung số phận bị hủy diệt như những vương quốc khác vào thời kỳ đồ đồng sụp đổ.

## Lịch sử
Ras Shamra nằm trên bờ biển Địa Trung Hải, cách Latakia khoảng 11 km về phía bắc, gần Burj al-Qasab ngày nay.
Bằng chứng bằng văn bản đầu tiên đề cập đến thành phố Ugarit là từ thành phố Ebla gần đó, khoảng năm 1800 TCN. Ugarit rơi vào vòng ảnh hưởng của Ai Cập và chịu ảnh hưởng sâu sắc trong lĩnh vực nghệ thuật. Bằng chứng về sự tiếp xúc sớm nhất của người Ugarit với Ai Cập (và và cũng là mốc niên đại sớm nhất có tính chính xác về nền văn minh Ugarit) là từ một viên đá bán quý carnelian được xác định là có liên quan đến pharaoh Senusret I của Trung Vương quốc Ai Cập, năm 1971-1926 TCN. Người ta cũng tìm thấy một tấm bia và một bức tượng từ các pharaoh Ai Cập là Senusret III và Amenemhet III, tuy nhiên không rõ chúng cập bến Ugarit vào thời gian nào.
Vào thiên niên kỷ thứ hai trước Công nguyên, thành phần dân cư của Ugarit là người Amorite; tiếng Ugarit có lẽ có nguồn gốc trực tiếp từ tiếng Amorite. Diện tích bình quân cương vực của vương quốc Ugarit có thể vào khoảng 2.000 km².